# Професия: Стриптизьор 2
„Професия: Стриптизьор 2“ (на английски: Magic Mike XXL) е американски филм от 2015 година, трагикомедия на режисьора Грегъри Джейкъбс по сценарий на Рийд Керълин, продължение на филма от 2012 година „Професия: Стриптизьор“.
В центъра на сюжета са група мъже стриптизьори, които пътуват от Флорида към Южна Каролина, подговяйки се за важно представление. Главните роли се изпълняват от Чанинг Тейтъм, Мат Бомър, Джо Манганело.